# Lindale (Texas)
Lindale és una població dels Estats Units a l'estat de Texas. Segons el cens del U.S. Census Estimate, 2007 tenia 5.024 habitants.

## Demografia
Segons el cens del 2000, Lindale tenia 2.954 habitants, 1.102 habitatges, i 794 famílies. La densitat de població era de 284,4 habitants/km².
Dels 1.102 habitatges en un 35,8% hi vivien nens de menys de 18 anys, en un 56,9% hi vivien parelles casades, en un 11,3% dones solteres, i en un 27,9% no eren unitats familiars. En el 24,9% dels habitatges hi vivien persones soles l'11,2% de les quals corresponia a persones de 65 anys o més que vivien soles. El nombre mitjà de persones vivint en cada habitatge era de 2,56 i el nombre mitjà de persones que vivien en cada família era de 3,06.
Per edats la població es repartia de la següent manera: un 26,9% tenia menys de 18 anys, un 7,8% entre 18 i 24, un 27,1% entre 25 i 44, un 20,8% de 45 a 60 i un 17,3% 65 anys o més.
L'edat mediana era de 37 anys. Per cada 100 dones de 18 o més anys hi havia 80,5 homes.
La renda mediana per habitatge era de 33.733$ i la renda mediana per família de 38.787$. Els homes tenien una renda mediana de 31.538$ mentre que les dones 21.250$. La renda per capita de la població era de 14.825$. Aproximadament el 9,6% de les famílies i l'11,9% de la població estaven per davall del llindar de pobresa.

## Poblacions més properes
El següent diagrama mostra les poblacions més properes.